# Ben Fayot
Ben Fayot (ur. 25 czerwca 1937 w Luksemburgu) – luksemburski polityk, poseł do Parlamentu Europejskiego, wieloletni parlamentarzysta, w latach 1985–1997 przewodniczący Luksemburskiej Socjalistycznej Partii Robotniczej (LSAP). Ojciec polityka Franza Fayota.

## Życiorys
Kształcił się w Paryżu na Sorbonie (w zakresie historii i języka francuskiego), a następnie w Instytucie Nauk Politycznych. Przez około 20 lat uczył języka francuskiego w szkole średniej Athénée de Luxembourg. Pracował także na uczelni jako nauczyciel akademicki. Został również publicystą dziennika „Tageblatt”.
W 1962 wstąpił do Luksemburskiej Socjalistycznej Partii Robotniczej. W 1982 został radnym miejskim w Luksemburgu. Od 1984 do 1989 był członkiem Izby Deputowanych. W latach 1985–1997 stał na czele swojego ugrupowania.
W latach 1989–1999 przez dwie kadencje sprawował mandat eurodeputowanego. Zasiadał w grupie socjalistycznej. W IV kadencji przewodniczył Komisji ds. Regulaminu, Weryfikacji Mandatów i Immunitetów. W 1999 powrócił do luksemburskiego parlamentu. Wchodził w skład Konwentu Europejskiego. Reelekcję uzyskiwał w 2004 (przewodniczył frakcji poselskiej LSAP) i w 2009.